# Tetracosannitril
Tetracosannitril ist eine organische Verbindung aus der Gruppe der Nitrile, konkret das Nitril der Lignocerinsäure.

## Vorkommen
In Schieferöl kommen Alkane der Kettenlänge 7 (Heptannitril) bis 24 (Tetracosannitril) vor. Dabei sind Tridecannitril und Dodecannitril die Hauptkomponenten, Tetracosannitril kommt lediglich in kleinen Mengen vor.

## Herstellung
Tetracosannitril kann ausgehend von 1-Tetracosanol hergestellt werden. Dieser wird zunächst durch Umsetzung mit Iod und rotem Phosphor in das 1-Iodtetracosan überführt, dann mit Kaliumcyanid in das Tetracosannitril (Kolbe-Nitrilsynthese).